# Jake Auchincloss
Jacob Daniel Auchincloss (Newton, 29 gennaio 1988) è un politico statunitense, membro della Camera dei Rappresentanti per lo stato del Massachusetts dal 2021.

## Biografia
Nato a Newton, nel Massachusetts, ha studiato economia e scienze politiche all'Harvard College e ha conseguito un MBA in finanza al Massachusetts Institute of Technology.
Nel 2010 entra nello United States Marine Corps, partecipando a missioni nella provincia di Helmand in Afghanistan e a Panama. Tornato nella sua città natale dopo le missioni militari, nel 2015 viene eletto nel consiglio comunale di Newton, dove viene rieletto nel 2017 e 2019.
Dopo la decisione di Joe Kennedy di lasciare il suo seggio alla Camera dei Rappresentanti per tentare l'elezione al Senato (dove perderà poi le primarie democratiche contro il senatore uscente Ed Markey), Auchincloss annuncia la sua candidatura per prenderne il posto come rappresentante del quarto distretto del Massachusetts, ottenendo l'endorsement di numerosi politici locali di Newton oltre che del quotidiano The Boston Globe. Il 1 settembre 2020 vince le primarie democratiche ottenendo il 22,4% dei voti e battendo altri 7 candidati. Il 3 novembre vince le elezioni generali contro Julie Hall con il 60,8% dei voti, entrando in carica come deputato il 3 gennaio 2021.